# Adenilato cinasa 5
La adenilato cinasa 5 (AK5) (número EC 2.7.4.3) es una isoenzima de la adenilato cinasa que cataliza la interconversión de nucleótidos de adenina. El ATP transfiere un grupo fosfato al AMP para formar ADP.
ATP + AMP {\displaystyle \rightleftharpoons } 2 ADP
La enzima es activa tanto con AMP como con dAMP (desoxiadenosín monofosfato) teniendo al ATP como donante de fosfato. Cuando el GTP se usa como donante de fosfato, la enzima fosforila AMP, CMP y en menor cantidad dCMP (deoxicitidin monofosfato). Se presenta como monómero, es específica de tejidos cerebrales y su localización celular es el citoplasma.